# イトリ
イトリ（伊: Itri）は、イタリア共和国ラツィオ州ラティーナ県にある、人口約10,000人の基礎自治体（コムーネ）。
山地は自然公園 ( (it:Parco naturale dei Monti Aurunci) ) として保護されている。 

## 地理

### 位置・広がり

#### 隣接コムーネ
隣接するコムーネは以下の通り。括弧内のFRはフロジノーネ県所属を示す。
- カンポディメーレ
- エスペーリア (FR)
- フォンディ
- フォルミア
- ガエータ
- スペルロンガ

### 気候分類・地震分類
イトリにおけるイタリアの気候分類 (it) および度日は、zona C, 1387 GGである。
また、イタリアの地震リスク階級 (it) では、zona 3A (sismicità bassa) に分類される。

## 行政

### 山岳部共同体
- 広域行政組織である山岳部共同体（イタリア語版）「モンティ・アウルンチ山岳部共同体」 (it:Comunità montana dei Monti Aurunci) （事務所所在地: スピーニョ・サトゥルニア）に属する。

## 姉妹都市
- クランストン、アメリカ合衆国